# International Council of Women
De International Council of Women (ICW), ofwel de Internationale Vrouwenraad, is een vrouwenorganisatie die zich reeds sinds 1888 inzet voor de rechten van de vrouw. Bij de oprichtingsvergadering waren 49 afgevaardigden van 53 vrouwenorganisaties uit negen landen, namelijk Canada, de Verenigde Staten, Ierland, India, Engeland, Finland, Denemarken, Frankrijk en Noorwegen aanwezig. Door een verbintenis met de ICW, kunnen nationale raden hun standpunten op een internationaal toneel ten gehore brengen. De ICW heeft raadgevend status bij de Verenigde Naties. De ICW heeft permanente afgevaardigden bij ECOSOC, UNIDO, UNICEF, FAO, ILO, WHO, UNEP, UNCTAD, UNDP etc.

## Geschiedenis
| Presidenten van de ICW       | Periode             | nationaliteit    |
| ---------------------------- | ------------------- | ---------------- |
| geen president               | 1888-1893           | -                |
| Ishbel Hamilton-Gordon       | 1893-1899           | Schotland        |
| May Wright Sewall            | 1899-1904           | Verenigde Staten |
| Ishbel Maria Hamilton-Gordon | 1904-1920           | Schotland        |
| Pauline Chaponnière-Chaix    | 1920-1922           | Zwitserland      |
| Ishbel Maria Hamilton-Gordon | 1922-1936           | Schotland        |
| Marthe Boël                  | 1936-1947           | België           |
| Renée Girod                  | (interim) 1940-1945 | Zwitserland      |
| Jeanne Eder-Schwyzer         | 1947-1957           | Zwitserland      |
| Marie-Hélène Lefaucheux      | 1957-1963           | Frankrijk        |
| Mary McGeachy                | 1963-1973           | Canada           |
| Mehrangiz Dowlatshahi        | 1973-1976           | Iran             |
| Prem Purachatra              | 1976-1979           | Thailand         |
| Miriam Dell                  | 1979-1986           | Nieuw-Zeeland    |
| Sookja Hong                  | 1986-1988           | Zuid-Korea       |
| Lily Boeykens                | 1988-1994           | België           |
| Kuraisin Sumhadi             | 1994-1997           | Indonesië        |
| Pnina Herzog                 | 1997-2003           | Israël           |
| Anamah Tan                   | 2003-2009           | Singapore        |
| Cosima Schenk                | 2009-2015           | Zwitserland      |
| Jungsook Kim                 | 2015-               | Zuid-Korea       |

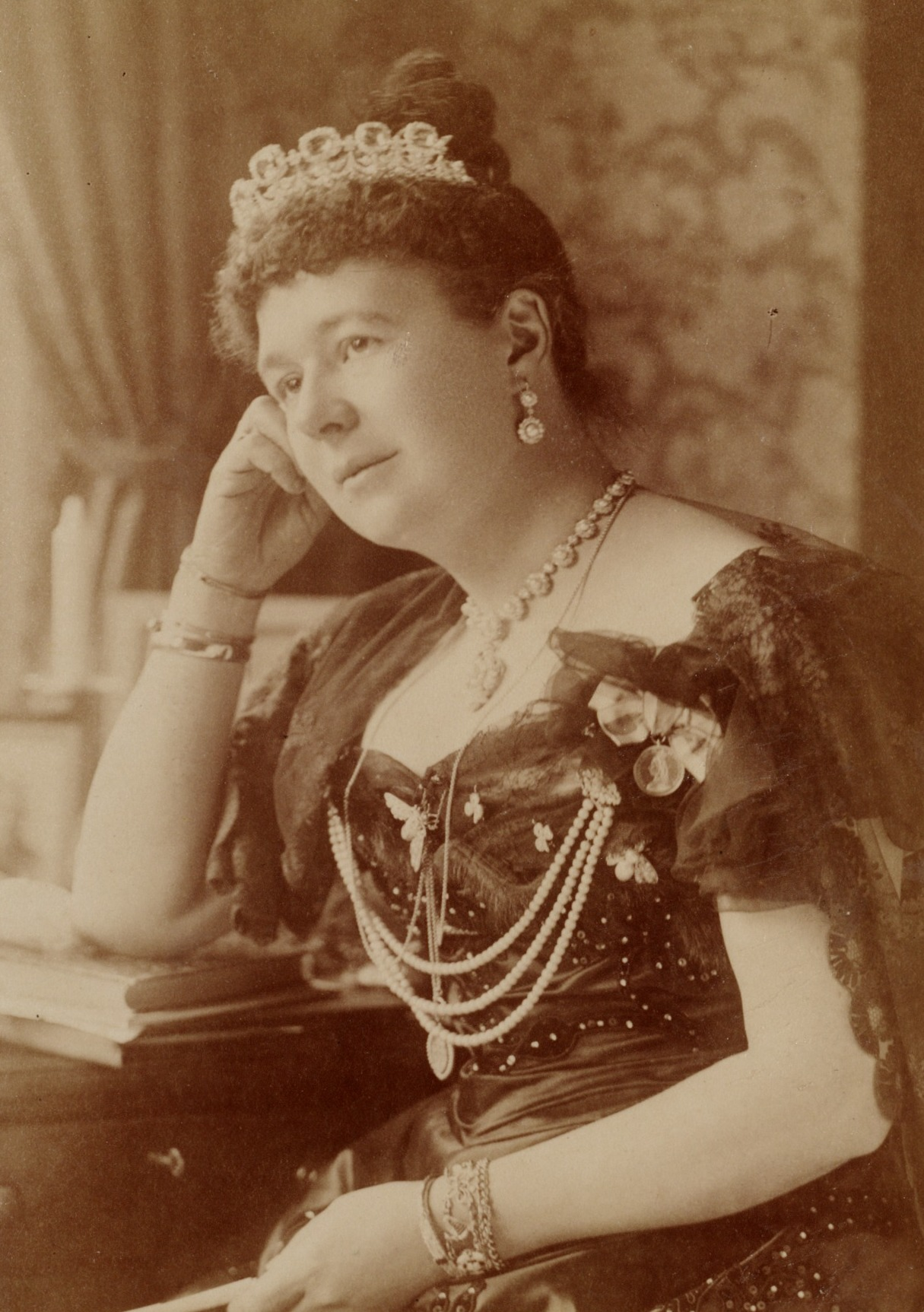
Lady Ishbel Aberdeen (1899), de eerste presidente van het ICW. Foto: Collectie IAV van Atria

Tijdens een bezoek aan Europa in 1882 bespraken Amerikaanse feministen en kiesrechtstrijders Elizabeth Cady Stanton en Susan B. Anthony met verschillende lokale vrouwenorganisaties het idee om een internationale vrouwenraad op te richten. Onder leiding van Cady Stanton en Anthony organiseerde de Amerikaanse National Woman Suffrage Association vervolgens enkele jaren later de oprichtingsvergadering. Deze vergadering, die van start ging op 25 maart 1888, was onderdeel van een herdenking van de Seneca Fallsconventie die veertig jaar eerder in 1848 had plaatsgevonden. Bij deze conventie, de eerste in zijn soort, werd er expliciet gevraagd om gelijkstelling aan de man en werd het vrouwenkiesrecht opgeëist.
De voorbereiding van de eerste vergadering was grotendeels in handen van Rachel Foster Avery, terwijl Susan B. Anthony de leiding nam over acht van de zestien sessies. The ICW creëerde een constitutie en legde vast dat nationale vergaderingen driejaarlijks- en internationale vergaderingen vijfjaarlijks plaats zouden vinden. Millicent Garrett Fawcett werd verkozen tot de eerste president, maar weigerde deze functie.
De eerste vergaderingen vonden plaats in Washington (1889), Chicago (1893), Londen (1899) en Berlijn (1904). De kosten werden in de eerste jaren grotendeels gedragen door de Amerikaanse leden. Het feit dat de meeste vergaderingen in Noord Amerika en Europa plaatsvonden en dat Engels, Frans en Duits tot officiële talen werden verkozen,  had een ontmoedigende werking op niet-Westerse vrouwen en vrouwenorganisaties.
De ICW wilde haar conservatieve leden niet tegen de borst stoten en zette zich daarom niet actief in voor het vrouwenkiesrecht. Dit had tot gevolg dat tijdens het congres in 1904 te Berlijn een aparte internationale kiesrechtvereniging werd opgericht: de Wereldbond voor Vrouwenkiesrecht. Carrie Chapman Catt werd de eerste presidente van deze vereniging waar ook Nederlandse feministen als Rosa Manus en Aletta Jacobs een belangrijke rol in hebben gespeeld.
Het eerste permanente comité, het comité voor Peace and International Arbitration, werd in 1899 in het leven geroepen. In 1925 werd de eerste coalitie, the Joint Standing Committee of the Women’s International Organisations, gevormd om te lobbyen voor de benoeming van vrouwen in de Volkenbond. In 1931 werd door de League of Nations een Women’s Consultative Committee on Nationality gevormd om de rechten van vrouwen met een andere nationaliteit dan hun man te bepleiten. In 1931 werden tevens The Liaison Committee en het Peace and Disarmament Committee gevormd. De constitutie van de ICW werd in 1936 herzien.
De Amerikaanse nationale vrouwenraad werd gevormd tijdens de eerste ICW vergadering in 1888. Daaropvolgend werd de nationale vrouwenraad van Canada (1893) gevormd. De Nationale Vrouwenraad, de huidige Nederlandse Vrouwen Raad, werd na afloop van de Nationale Tentoonstelling van Vrouwenarbeid op 29 oktober 1898  in het leven geroepen. Mariane van Hogendorp was de eerste voorzitter. In 1901 kwam de Franse vrouwenraad tot stand.

## De hedendaagse ICW
Na de Eerste Wereldoorlog ging de ICW samenwerkingen met de Volkenbond en Verenigde Naties aan. De ICW heeft tegenwoordig raadgevend status bij UNESCO, de hoogste status die een NGO kan behalen bij de VN. Op dit moment zijn 70 landen aangesloten bij de ICW en worden er driejaarlijks internationale vergaderingen gehouden. Het hoofdkwartier van de ICW bevindt zich in Parijs.

## Archieven
Een deel van de archieven van de ICW worden beheerd door de Women’s Library van de London School of Economics. Tevens worden papieren van de ICW bewaard bij Atria te Amsterdam, de bibliotheek van United Nations te Geneve, de Congress bibliotheek te Washington DC, het UNESCO archief te Parijs, CARHIF te Brussel, the Sophia Smith Library van Smith College Massachusetts, the Margaret Cousins Memorial library in New Delhi en in de Lady Aberdeen Collection van Universiteit  Waterloo te Ontario.